# Nikolai Olegowitsch Kasakowzew
Nikolai Olegowitsch Kasakowzew (russisch Николай Олегович Казаковцев; * 23. März 1990 in Glasow, Russische SFSR) ist ein russischer Eishockeyspieler, der seit 2009 bei Sewerstal Tscherepowez in der Kontinentalen Hockey-Liga unter Vertrag steht.      

## Karriere
Nikolai Kasakowzew begann seine Karriere als Eishockeyspieler in der Nachwuchsabteilung von Sewerstal Tscherepowez, für dessen zweite Mannschaft er von 2006 bis 2009 in der drittklassigen Perwaja Liga aktiv war. In der Saison 2008/09 gab er parallel als Leihspieler sein Debüt für die Profimannschaft des HK Lipezk in der Wysschaja Liga, der zweiten russischen Spielklasse. In der Saison 2009/10 lief der Angreifer erstmals für die Profimannschaft von Sewerstal Tscherepowez in der Kontinentalen Hockey-Liga. Dabei erzielte er in neun Spielen zwei Tore. Parallel lief er für die Juniorenmannschaft des Vereins in der multinationalen Nachwuchsliga Molodjoschnaja Chokkeinaja Liga sowie erneut den HK Lipezk in der Wysschaja Liga. 
Auch in der Saison 2011/12 spielt Kasakowzew parallel für Sewerstal Tscherepowez in der KHL und Almas Tscherepowez in der MHL.

## KHL-Statistik
(Stand: Ende der Saison 2018/19)